# Camille Batista
Camille Batista, né le 21 novembre 1996, à Porto, est un coureur cycliste français. Il évolue au sein du Vélo Club Lucéen depuis 2023.

## Biographie
D'origine portugaise, Camille Batista commence le cyclisme à l'âge de dix ans au Vélo Sport Cacien, à Chécy. Il réside alors à Bou dans le Loiret. Il intègre ensuite le Guidon chalettois en 2015. Cycliste amateur, il concilie sa carrière sportive avec un travail dans un parking à Orléans, où il bénéficie d'horaires aménagées. 
En 2017, il se classe notamment deuxième d'une étape du Tour du Loiret, sous les couleurs du CG Orléans Loiret. L'année suivante, il revient au Guidon chalettois après avoir terminé ses études. Décrit comme un bon sprinteur, il s'impose pour la première fois en première catégorie à Artenay au mois d'aout. Il confirme lors de la saison 2019 en obtenant quatre succès, dont le titre de champion régional du Centre-Val de Loire. 
En 2020, il gagne deux courses, dans une saison perturbée par la pandémie de Covid-19. Il s'essaye également au cyclisme sur piste avec une belle deuxième place au championnat de France de demi-fond. Au printemps 2021, il se distingue en remportant la dernière étape du Tour du Loiret, au plus haut niveau amateur (élite nationale). Il considère ce succès comme le plus beau souvenir de sa carrière. 
En septembre 2022, il participe au championnat d'Europe de demi-fond avec l'équipe de France. Quelques mois plus tard, il quitte le Guidon chalettois pour rejoindre le VC Lucéen. 

## Palmarès sur route
- 2017
  - 2e du Grand Prix des Fontaines
  - 2e du Prix de Chalette et de l'AME
  - 3e du Prix d'Orléans-Ile Arrault
- 2018
  - Prix de la Libération à Artenay
  - 2e du Prix de Bonneval
  - 2e du Grand Prix d'Orléans
  - 2e du Grand Prix de Saint-Michel-de-Chavaignes
  - 2e du Grand Prix de Gien
  - 3e du championnat du Centre-Val de Loire sur route
  - 3e du Grand Prix de Chartres
- 2019
  - Champion du Centre-Val de Loire sur route
  - Prix de Bonneval
  - Boucles entre Beauce-et-Perche
  - Grand Prix de Champagné
  - 2e du Grand Prix de Bonnétable
  - 3e du Grand Prix de Saint-Pierre-la-Cour
  - 3e du Prix de Chalette et de l'AME
- 2020
  - Grand Prix des Vins de Panzoult
  - Grand Prix d'Orléans
  - 3e du Grand Prix des Fontaines
- 2021
  - 4e étape du Tour du Loiret
  - Tour de Loudun
  - 2e de la Nocturne de Poitiers
  - 2e du Grand Prix de Blangy-sur-Bresle
  - 3e de la Nocturne de Cosne-sur-Loire
  - 3e du Prix de Chalette et de l'AME
- 2022
  - 2e du Critérium d'Amboise
  - 3e du Grand Prix de Loches
- 2023
  - 2e du Grand Prix de Parigné-l'Evêque
  - 3e de Nantes-Segré

## Palmarès sur piste
- 2020
  - 2e du championnat de France de demi-fond
- 2023
  - 3e du championnat de France de demi-fond